# Atelier de poterie antique de Lyon-la Manutention
L'atelier de poterie antique de la Manutention est un atelier de céramiques antiques dans le 1er arrondissement de Lyon. Il est lié à l'atelier de la Muette.
Actif au milieu et la deuxième moitié du Ier siècle av. J.-C. (et peut-être au-delà voire aussi en deçà), il a produit principalement des mortiers et des amphores, et des céramiques claires. Il livre des cruches à lèvre en bourrelet estampillées, une nouveauté dans le panorama des poteries antiques lyonnaises ; autre nouveauté, sa petite production d'amphores à lèvre en bourrelet et anses cornues, qui imitent les amphores orientales de type Crétoise 4. Mais le site est surtout connu pour sa grande quantité d'amphores diverses, démontrant que Lyon produit des propres amphores.
Le site a aussi livré un atelier de verrier comprenant deux fours.

## Localisation
Le bâtiment de la Manutention est celui appelé « les Subsistances » (voir l’article correspondant, section « Historique »), au 8 bis quai Saint-Vincent (donc en rive gauche, côté nord-est de la Saône), à 350 m en aval du pont Kœnig,.
Cependant, la localisation de « la Manutention » dans la littérature archéologique est souvent des plus ambigüe : plusieurs auteurs donnent des noms différents au même lieu, d'autres donnent le même nom à des endroits différents.
- Éric Bertrand (2000), qui mentionne « la Manutention » dix fois sur huit des pages de sa thèse, indique « la Manutention militaire » sur sept de ces huit pages[3],[n 1]. Après vérification, il est clair que cette « Manutention militaire », ou simplement « Manutention », désigne chez lui le site appelé « les Subsistances » par certains autres auteurs.
- Desbat et Schmitt (1997) le citent aussi comme « Manutention militaire », précisant le nom précédent comme « Manutention des Vivres » et le situant entre la Butte et la Muette[6].
- Dangréaux et al. (1992) donnent le site de « la Manutention », qu'ils placent entre la Butte et la Muette[7], incluant les ateliers de la Butte, la Manutention, la Muette, Saint-Vincent, la Sarra, Loyasse et Cardinal Gerlier.
- Lasfargues et Picon (1996) donnent eux aussi la position de « la Manutention » entre la Butte et la Muette[8].
- Christine Becker (2003), qui a dirigé les fouilles de la « cour des Subsistances » en mai et juillet 2000, cite quatre chantiers du nom de « Manutention » dans la revue Tout feu (2001) :
  - « Manutention no 1 » : le chantier de fouilles de 1965 à l'atelier de la Butte[9]
  - « Manutention no 2 » : le chantier de fouilles de la Muette (rue de la Muette)[10]
  - « Manutention no 3 » : le chantier de fouilles de mai et juillet 2000 dans la cour du bâtiment des Subsistances[9]
  - « Manutention no 4 » : le chantier de fouilles de novembre 2000 à mars 2001 à l'atelier de la Butte[9].
- Barreto et al. (2005) citent « les Subsistances », situé d'après eux entre la Butte et la Muette[11][12].

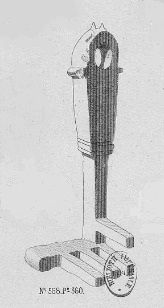
Clé antique no 568

## Découvertes
Le musée des Beaux-Arts de Lyon possède dans ses collections d'antiquités romaines une clé (no d'inventaire 568) trouvée sur le site lors du creusement des fondations de l'aile droite de la nouvelle Manutention des vivres en 1843. Cette clé, avec poignée en bronze et tige et panneton en fer, est ornée de moulures et la poignée porte des traces qui simulent la couleur de l'or ; pour cette raison elle a fait grand bruit lors de sa découverte. La collection inclut une autre clé antique (no d'inventaire 69) de même provenance, à l'histoire plus discrète.
Le site de la Manutention est découvert en 1966 lors du creusement d'une fosse de 7 × 3,5 m pour 2 m de profondeur, pour installer une cuve de carburant.
En l’an 2000 des travaux d'aménagement du bâtiment sont prévus. Sur les treize sondages réalisés préalablement aux travaux, un seul découvre des structures liées à un habitat antique. Les plans sont revus en accord avec cette découverte, mais une tranchée creusée sur l'emplacement d'un bâtiment démoli éventre le dépotoir d’un atelier de potiers.
Une fouille de sauvetage est aussitôt effectuée à cet endroit en mai 2000 ; du mobilier céramique est recueilli et une carrière antique découverte. En juillet 2000 une deuxième tranchée est creusée au sud de la première, mais celle-là dans un but purement archéologique ; elle livre les vestiges d’un atelier de verriers.
D'après Dangréaux et al. (1992), l'atelier de la Manutention est une extension de la poterie de la Muette, dont il ne s'est retrouvé séparé que par les hasards des découvertes archéologiques.

## Le four

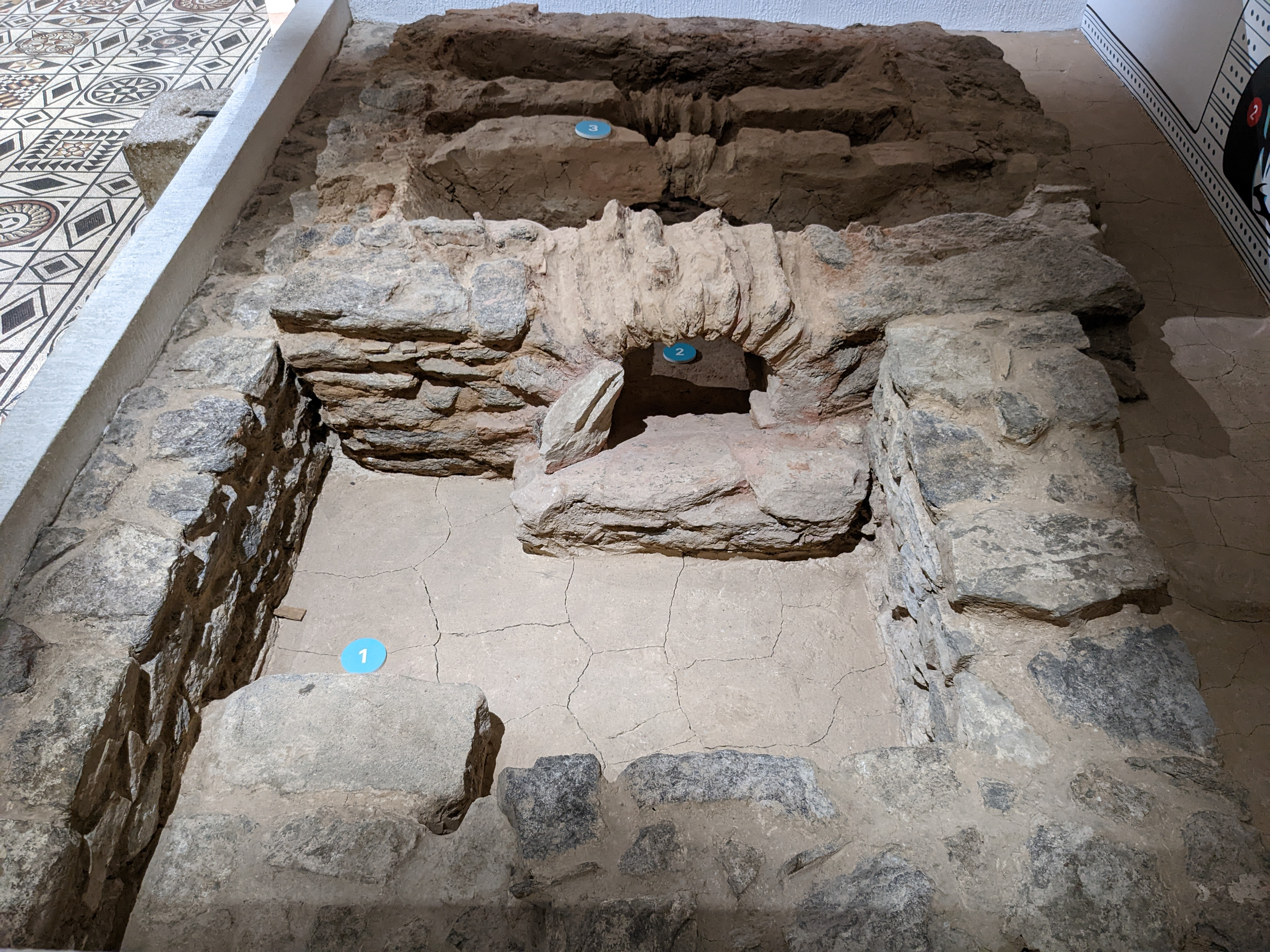
Le four de potier de La Muette (musée Lugdunum).

La petite surface explorée n'a livré qu'un four à potier (mais deux de verrier).
Le four découvert en 1966, circulaire, a un diamètre interne de 1,40 m. Sa sole, partiellement conservée, est supportée par une voûte de tegulae. L'alandier, d'une longueur de 90 cm pour une section de 35 × 50 cm, est obturé par une dalle de pierre.

## Mobilier recueilli
La surface de fouille de 1966 étant petite, le mobilier recueilli est alors peu abondant. La partie basse du four a livré cinq vases ovoïdes à parois fines, intacts, ressemblant à la production de la Butte ; et les vestiges d'autres productions dans les couches antiques. Cependant dès cette année 1966, les productions les plus notables de l’atelier sont déjà les amphores et les mortiers.
En raison du manque de temps disponible, le mobilier des fouilles de l'an 2000 doit être sélectionné sur place : seuls les fragments identifiables (rebords, épaules, fonds, anses) sont recueillis. L'ensemble confirme la domination des amphores avec 800 exemplaires déterminés (à partir de fragments), dont 98 % lyonnaises ; et une production abondante à Lyon d’amphores Haltern 70 similis et d’amphores à fond plat Dressel 28 similis. Il apporte aussi un élément nouveau, avec la découverte d'une petite production (moins de 1 %) d'amphores à lèvre en bourrelet et anses cornues, qui imitent les amphores orientales de type Crétoise 4.

### Mortiers
Tous les mortiers ou fragments de mortiers recueillis sont de la même pâte, beige et additionnée de dégraissant sableux. Mais leurs formes varient, et trois types de lèvres ont été trouvées en 1966 :
• une seule lèvre triangulaire, et le seul exemplaire de ce type trouvé à Lyon, y compris sur les sites de consommation ;
• des lèvres d'un type plutôt rare à Lyon, formant un marli presque horizontal avec seulement une légère courbure, type retrouvé aussi en l’an 2000. Sa rareté le différencie des mortiers à bandeau devenus courants dans les années 50 à 400 apr. J.-C. ;
• des lèvres en bandeau (avec le bas formant une légère saillie), également retrouvées en l'an 2000, sur des mortiers à rebord haut, dont un mortier à l'ouverture très évasée. C'est l’évolution tardive des mortiers à bandeau du tournant du Ier siècle (époque augustéenne, -27 av. J.-C. à 14 apr. J.-C.).
Puis plus de 200 bords de mortiers ont été recueillies en 2000 : un lot dans lequel se côtoient les types déjà rencontrés : lèvre pendante, lèvre en bandeau, et deux autres types minoritaires dont lèvre horizontale et lèvre pendante droite.

### Amphores
La pâte des amphores est identique à celle des mortiers de l'atelier et la forme des lèvres en a la même diversité.
Les fouilles de 1966 ramènent peu de matériel, parmi lequel les amphores à saumure sont le principal groupe d'amphores :
• Trois exemplaires ont un col à ressaut, qui correspond au type 3A. L'atelier de la Muette en produit également.
• Deux lèvres correspondant à une variante du type 3B : col évasé et lèvre arrondie,.
• Quatre cols évasés à lèvre triangulaire sont eux aussi une variante du type 3B.
• Deux petites amphores non-identiques ont en commun un col évasé à ressaut légèrement marqué et lèvre arrondie.
Les fonds trouvés alors sont de deux sortes :
• Deux pilons creux viennent d'amphores de type 3.
Deux autres pilons creux semblent se rattacher à des amphores fuselées ; l'un a un léger ressaut typique des pilons de Dressel 2/4 (type 2B) ; l'autre, sans ressaut, est légèrement plus évasé que le précédent. Ces amphores pourraient être des Dressel 16, qui servent à transporter le garum et dont la forme est proche des Dressel 2/4. 

• La Manutention a aussi fourni des amphores à fond plat - témoins une lèvre et un fond, qui pourraient être une imitation des Dressel 28.
Une anse étroite et longue, avec un sillon et deux protubérances au sommet, est accompagnée d'une lèvre arrondie marquée d'un léger ressaut. Cette amphore semble avoir été petite mais ne se rattache à aucun type connu.
Trois amphores en sus proviennent de découvertes du XIXe siècle :
• une Dressel 2/4, du type 2B, vient de la collection Comarmond ; elle a été trouvée vers 1855-1857. Elle a un col cylindrique rétréci à la base, une lèvre épaisse en bourrelet, des anses pseudo-bifides, une épaule carénée, le pied plein avec ressaut typique, et porte une estampille circulaire illisible sur le col.
• deux Dressel de type 3A ; l'une a un col à ressaut et un pilon creux ; l'une s'en distingue par un pilon plein et le ressaut sous le col à bourrelet est moins marqué.
Les fouilles de l'an 2000 sont autrement fructueuses : les 800 amphores (déterminées d'après fragments) recueillies en l'an 2000 sont principalement de type 3, dont environ 75 % de la variante du type 3B, la plus tardive. La variante 2A est très rare mais la 2B est bien représentée. Le type 4 est un peu moins présent - près de 91 % des amphores lyonnaises sont de l'un ou l’autre de ces trois types. Une très petite minorité d'amphores sont importées d'ailleurs en Gaule (Gauloise 3 et 5), ou sont hispaniques (Pascual 1, Dressel 20 et Dressel 7/11) et orientales (Dressel 2/4 de Cos, Rhodes et sa Pérée, et Agora F65-66) sont largement minoritaires.

### Céramiques communes à pâte calcaire
Les vestiges de céramiques communes à pâte calcaire recueillis en l'an 2000 représentent environ 200 cruches, 40 pots et quelques autres objets. Généralement situées dans les niveaux d’occupation de la seconde moitié du Ier siècle de notre ère, voire la première moitié du IIe siècle, ce sont essentiellement des cruches à lèvre à bourrelet et à lèvre moulurée, des cruches à deux anses et ouverture rétrécie (parfois appelées cruche à “goître”), et quelques pots à provisions (type Haltern 62). Quelques anses de cruches à lèvre en bourrelet estampillées sont un élément nouveau pour l’archéologie lyonnaise. 

### Mobilier technique
Le dépotoir exploré en 2000 a également livré des objets servant à la fabrication. Ce sont des anneaux d’argile et de luts servant à caler les objets lors de la cuisson.

### Caractères chimiques
Chimiquement, les mortiers et amphores de la Manutention sont très proches des céramiques grossières communes de la Muette ; les sources d'approvisionnement des deux ateliers sont vraisemblablement voisines l'une de l'autre. Deux exemplaires seulement, ont la faible teneur en chaux qui les rapproche des céramiques du groupe A' de la Muette ; le reste du mobilier de la Manutention est d'une pâte très calcaire, proche du groupe B' de la Muette, pour laquelle Desbat et Schmitt donnent les teneurs moyennes et les écarts-types pour les dix éléments majeurs (Na2O, K2O, MgO, CaO, MnO, Al2O3, Fe2O3, SiO2, TiO2, P2O5) et pour dix éléments traces (Rb, Sr, Ba, Ni, Zn, Cr, Zr, La, Ce, V).

### Datation
La récolte de matériel de 1996 fournit une période d'activité pour l'atelier : époque Claude (41 à 54 apr. J.-C.) - Néron (54 à 68 apr. J.-C.).
Celui de l'an 2000 est daté de la seconde moitié du Ier siècle, principalement par les amphores, les céramiques sigillées et les nombreux fragments de Drag. 24/25, de sigillée marbrée et de Ritt. 12 ; mais même avec cette extension de la zone explorée, les superficies étudiées sont trop petites pour ne pas questionner ces limites : l'atelier a pu commencer à produire avant cette période et / ou continuer au-delà.

## L'atelier de verrerie
Ses vestiges sont mélangés avec ceux d'un atelier de verrier, atelier de transformation dit « secondaire, »)
avec deux fours. Les céramiques associées le datent du milieu du Ier siècle, ; il serait peut-être contemporain ou légèrement postérieur de l'atelier de poterie à l'époque du remplissage du dépotoir de ce dernier, découvert en 2000.